# Rhyssemus perissinottoi
Rhyssemus perissinottoi är en skalbaggsart som beskrevs av Riccardo Pittino 1983. Rhyssemus perissinottoi ingår i släktet Rhyssemus och familjen Aphodiidae. Inga underarter finns listade i Catalogue of Life.